# أوستراسيا

أستراسيا، موطن الفرنجة (الأخضر الداكن) والفتوحات التالية (ظلال اللون الأخضر الأخرى).

شكلت أستراسيا (بالإنجليزية: Austrasia) (أي «الأرض الشرقية») الجزء الشمالي من مملكة فرنجة ميروفنجيون، حيث كانت تتكون من أجزاء من مناطق فرنسا وألمانيا وبلجيكا ولوكسمبورغ وهولندا المعاصرة. وكانت ميتز عاصمتها، رغم أن بعض ملوك أستراسيا قد اتخذوا من رانس وترير وكولونيا مقرًا لحكمهم.

## التاريخ

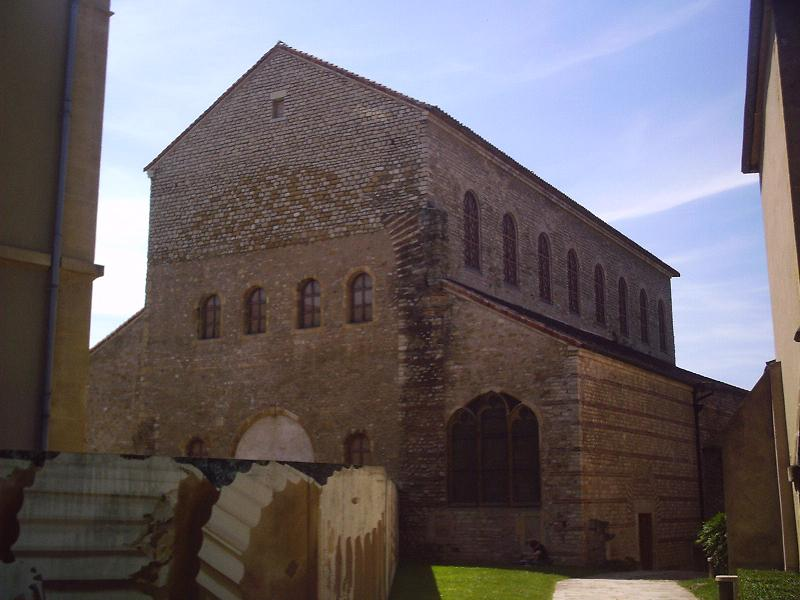
كنيسة سانت بيير أو نونينز (Saint-Pierre-aux-Nonnains) من القرن الرابع في ميتز، عاصمة مملكة أوستراسيا.

بعد وفاة ملك الفرنجة كلوفيس الأول عام 511، قام أولاده الأربعة بتقسيم مملكته عليهم، حيث حصل ثيودوريك الأول على الأراضي التي أصبحت فيما بعد أستراسيا. وانحدر من نسل ثيودورك سلسلة من الملوك الذين حكموا أستراسيا حتى العام 555، عندما تم توحيدها مع ممالك الفرنجة الأخرى التي كانت تحت حكم كلوتير الأول، الذي ورث كل ممالك الفرنجة بحلول عام 558، ثم قام بإعادة تقسيم المناطق التابعة للفرنجة بين أبنائه الأربعة، إلا أن الممالك الأربعة اندمجت مع بعضها مرة أخرى وكونت ثلاث ممالك بعد وفاة شاربيرت الأول في سنة [567] حيث ظلت أوستراسيا تحت حكم سيجيبيرت الأول ونيوستريا تحت حكم شيلبيريك الأول وبورغاندي تحت حكم جونتران. وقد حددت هذه الممالك الثلاثة التقسيم السياسي لفرانكيا حتى ظهور الكارولينجيون وحتى بعد ذلك.
| تاريخ البلدان المنخفضة                                        | تاريخ البلدان المنخفضة                                                   | تاريخ البلدان المنخفضة                                        | تاريخ البلدان المنخفضة                                          | تاريخ البلدان المنخفضة                                                                        | تاريخ البلدان المنخفضة                                                                        | تاريخ البلدان المنخفضة                                                                        | تاريخ البلدان المنخفضة                                                                        | تاريخ البلدان المنخفضة                                                                        |
| ------------------------------------------------------------- | ------------------------------------------------------------------------ | ------------------------------------------------------------- | --------------------------------------------------------------- | --------------------------------------------------------------------------------------------- | --------------------------------------------------------------------------------------------- | --------------------------------------------------------------------------------------------- | --------------------------------------------------------------------------------------------- | --------------------------------------------------------------------------------------------- |
| فريسي                                                         |                                                                          |                                                               | بيلجي                                                           | بيلجي                                                                                         |                                                                                               |                                                                                               |                                                                                               |                                                                                               |
|                                                               | كنانيفيتاس                                                               | شامافي،توبانتي                                                | شامافي،توبانتي                                                  | بلجيكا الغالية (55 ق.م – حوالي 5م) جرمانيا الصغرى (83 – حوالي القرن 5)                        | بلجيكا الغالية (55 ق.م – حوالي 5م) جرمانيا الصغرى (83 – حوالي القرن 5)                        | بلجيكا الغالية (55 ق.م – حوالي 5م) جرمانيا الصغرى (83 – حوالي القرن 5)                        |                                                                                               |                                                                                               |
|                                                               | كنانيفيتاس                                                               | الفرنجة الساليون                                              |                                                                 | باتافي                                                                                        | باتافي                                                                                        |                                                                                               |                                                                                               |                                                                                               |
| غير مأهولة (حوالي القرنين 4- 5)                               | غير مأهولة (حوالي القرنين 4- 5)                                          | ساكسون                                                        | الفرنجة الساليون (حوالي القرنين 4- 5)                           | الفرنجة الساليون (حوالي القرنين 4- 5)                                                         | الفرنجة الساليون (حوالي القرنين 4- 5)                                                         |                                                                                               |                                                                                               |                                                                                               |
| المملكة الفريزية (حوالي القرن 6–734)                          | المملكة الفريزية (حوالي القرن 6–734)                                     |                                                               | إمبراطورية الفرنجة (481–843)—الإمبراطورية الكارولنجية (800–843) | إمبراطورية الفرنجة (481–843)—الإمبراطورية الكارولنجية (800–843)                               | إمبراطورية الفرنجة (481–843)—الإمبراطورية الكارولنجية (800–843)                               | إمبراطورية الفرنجة (481–843)—الإمبراطورية الكارولنجية (800–843)                               | إمبراطورية الفرنجة (481–843)—الإمبراطورية الكارولنجية (800–843)                               |                                                                                               |
| المملكة الفريزية (حوالي القرن 6–734)                          | المملكة الفريزية (حوالي القرن 6–734)                                     | أوستراسيا (511–687)                                           |                                                                 |                                                                                               |                                                                                               |                                                                                               |                                                                                               |                                                                                               |
|                                                               |                                                                          |                                                               |                                                                 |                                                                                               |                                                                                               |                                                                                               |                                                                                               |                                                                                               |
|                                                               |                                                                          |                                                               |                                                                 |                                                                                               |                                                                                               |                                                                                               |                                                                                               |                                                                                               |
| فرانسيا الوسطى (843–855)                                      | فرانسيا الوسطى (843–855)                                                 | فرانسيا الوسطى (843–855)                                      | فرانسيا الوسطى (843–855)                                        | فرانسيا الوسطى (843–855)                                                                      | مملكة الفرنجة الغربيين (843–)                                                                 |                                                                                               |                                                                                               |                                                                                               |
| لوثارينجيا (855– 959) لورين المنخفضة (959–)                   |                                                                          |                                                               |                                                                 |                                                                                               | مملكة الفرنجة الغربيين (843–)                                                                 |                                                                                               |                                                                                               |                                                                                               |
| فريزيا                                                        |                                                                          |                                                               |                                                                 |                                                                                               |                                                                                               |                                                                                               |                                                                                               |                                                                                               |
| الحرية الفريزية ( القرون 11–16 )                              | مقاطعة هولندا (880–1432)                                                 | أسقفية أوترخت (695–1456)                                      | دوقية برابنت (1183–1430) خيلدرز (1046–1543)                     | دوقية برابنت (1183–1430) خيلدرز (1046–1543)                                                   | مقاطعة فلانديرز (862–1384)                                                                    | مقاطعة هينو (1071–1432) كونتية نامور (981–1421)                                               | أسقفية أمير لياج (980–1794)                                                                   | دوقية لوكسمبورج (1059–1443)                                                                   |
|                                                               | الأراضي المنخفضة البورغندية (1384–1482)                                  |                                                               |                                                                 |                                                                                               |                                                                                               |                                                                                               |                                                                                               |                                                                                               |
|                                                               | الأراضي المنخفضة الهابسبورجية (1482–1795) (الأقاليم السبعة عشر بعد 1543) |                                                               |                                                                 |                                                                                               |                                                                                               |                                                                                               |                                                                                               |                                                                                               |
| جمهورية هولندا (الأراضي المنخفضة السبع المتحدة) (1581–1795)   | جمهورية هولندا (الأراضي المنخفضة السبع المتحدة) (1581–1795)              | جمهورية هولندا (الأراضي المنخفضة السبع المتحدة) (1581–1795)   | جمهورية هولندا (الأراضي المنخفضة السبع المتحدة) (1581–1795)     | الأراضي المنخفضة الأسبانية (1556–1714)                                                        | الأراضي المنخفضة الأسبانية (1556–1714)                                                        | الأراضي المنخفضة الأسبانية (1556–1714)                                                        |                                                                                               |                                                                                               |
|                                                               |                                                                          |                                                               |                                                                 | الأراضي المنخفضة النمساوية (1714–1795)                                                        |                                                                                               |                                                                                               |                                                                                               |                                                                                               |
|                                                               |                                                                          |                                                               |                                                                 | الولايات المتحدة البلجيكية (1790)                                                             | الولايات المتحدة البلجيكية (1790)                                                             | الولايات المتحدة البلجيكية (1790)                                                             | جمهورية لياج (1789–'91)                                                                       |                                                                                               |
|                                                               |                                                                          |                                                               |                                                                 |                                                                                               |                                                                                               |                                                                                               |                                                                                               |                                                                                               |
| الجمهورية الباتافية (1795–1806) المملكة الهولندية (1806–1810) | الجمهورية الباتافية (1795–1806) المملكة الهولندية (1806–1810)            | الجمهورية الباتافية (1795–1806) المملكة الهولندية (1806–1810) | الجمهورية الباتافية (1795–1806) المملكة الهولندية (1806–1810)   | مرتبطة بالجمهورية الفرنسية الأولى (1795–1804) جزء من الإمبراطورية الفرنسية الأولى (1804–1815) | مرتبطة بالجمهورية الفرنسية الأولى (1795–1804) جزء من الإمبراطورية الفرنسية الأولى (1804–1815) | مرتبطة بالجمهورية الفرنسية الأولى (1795–1804) جزء من الإمبراطورية الفرنسية الأولى (1804–1815) | مرتبطة بالجمهورية الفرنسية الأولى (1795–1804) جزء من الإمبراطورية الفرنسية الأولى (1804–1815) | مرتبطة بالجمهورية الفرنسية الأولى (1795–1804) جزء من الإمبراطورية الفرنسية الأولى (1804–1815) |
|                                                               |                                                                          |                                                               |                                                                 |                                                                                               |                                                                                               |                                                                                               |                                                                                               |                                                                                               |
| الإمارة السيادية للأراضي المنخفضة المتحدة (1813–1815)         |                                                                          |                                                               |                                                                 |                                                                                               |                                                                                               |                                                                                               |                                                                                               |                                                                                               |
| مملكة الأراضي المنخفضة المتحدة (1815–1830)                    |                                                                          |                                                               |                                                                 |                                                                                               |                                                                                               |                                                                                               |                                                                                               |                                                                                               |
| هولندا (1839–)                                                | هولندا (1839–)                                                           | هولندا (1839–)                                                | هولندا (1839–)                                                  | بلجيكا (1830–)                                                                                | بلجيكا (1830–)                                                                                | بلجيكا (1830–)                                                                                | بلجيكا (1830–)                                                                                | الدوقية العظمى للوكسمبورغ (1839–)                                                             |
|                                                               |                                                                          |                                                               |                                                                 |                                                                                               |                                                                                               |                                                                                               |                                                                                               | لوكسمبورغ (1890–)                                                                             |

ومنذ عام 567 وحتى وفاة سيجيبيرت الثاني في عام 613، كانت نيوستريا دائمًا مع خلاف مع أوستراسيا، في حين كانت تلعب بورغاندي دور وسيط السلام بينهما. وقد بلغت تلك الصراعات ذروتها في الحروب التي دارت بين برونهيلدا أميرة أستراسيا وفريديغوند أميرة نيوستريا على التوالي. وفي النهاية، في عام 613، قامت طبقة النبلاء بثورة ضد برونهيلدا حيث اعتبروها خائنة وتم تسليم حكم المملكة إلى ابن أخيها وعدو نيوستريا، كلوتير الثاني. ثم سيطر بعد ذلك كلوتير على المملكتين الأخريين وقام بتوحيد مملكة الفرنجة واتخذ من باريس عاصمة لها. وفي تلك الفترة، ظهر majores domus أو العمداء التابعين للقصر. وقد كان دور هؤلاء المسؤولين هو الوساطة بين الملك وبين الشعب في كل مملكة من الممالك. وقد تم أخذ أول عميد في أوستراسيا من أسرة بيبينيد

، والتي شهدت صعودًا بطيئًا لكن ثابتًا إلى أن تمكنت في النهايية من إزاحة الميروفينجيان عن العرش.
وفي عام 623، طلب الأستراسيون من كلوتير الثاني تعيين ملك خاص بهم، وقد قام بتعيين ابنه داجوبيرت الأول ليكون ملكًا عليهم في حين كان بيبين من لاندين وصياً على العرش. وقد لاقت حكومة داجوبيرت في أستراسيا تقديرًا كبيرًا. وفي عام 629، ورث داجوبيرت نيوستريا وبورغاندي. وتم إهمال أوستراسيا مرة أخرى حتى طلب الشعب أن يكون ابن الملك ملكًا لهم مرة أخرى في عام 633. وقد استجاب داجوبيرت لطلبهم وأرسل ابنه الأكبر سيجيبيرت الثالث إلى أوستراسيا. ويرى الكثير من المؤرخين أن سيجيبرت هو أول «ملك كسول» أو ملك لم يفعل شيئًا في أسرة الميروفينجيان. وقد سيطر العُمداء على قصره. وفي عام 657، نجح العمدة جريموالد الأكبر في وضع ابنه بالتبني شيلديبيرت الثالث على العرش، حيث استمر ملكًا حتى العام 662. وبعد ذلك، سيطر عمداء آرنولفينج بالقصر على أستراسيا بشكل كبير حيث أصبح مقرًا لسلطتهم. وفي معركة تيرتري في عام 687، هزم بيبين ملك هيريستال ملك نيوستريا ثيودريك الثالث، وتمكن من ترسيخ سيطرته على كل ممالك الفرنجة. وقد اعتبر المعاصرون ذلك بأنه كان بداية «حكمه». كما كان ذلك أيضًا بمثابة سيطرة لأستراسيا على نيوستريا، تلك السيطرة التي استمرت حتى نهاية عصر الميروفينجيان. وفي عام 718، قام قارلة، من خلال دعم أستراسيا في حربه ضد نيوستريا، حيث كان كل منهما يحارب من أجل توحيد فرانسيا تحت سيطرته، بتعيين كلوتير الرابع لحكم أستراسيا. وقد كان آخر حاكم للفرنجة لم يحكم كل مناطق الفرنجة. وفي عام 719، تم توحيد فرانسيا بشكل دائم تحت سيطرة أستراسيا.
وتحت حكم الكارولينجيون وما بعد ذلك، كانت أستراسيا في بعض الأوقات تعتبر بمثابة القاسم المشترك في المناطق الشرقية من مملكتهم، والتي أطلق عليها اسم الإمبراطورية الكارولنجية. وقد تم استخدامها على أنها مرادف لشرق فرانكيا، إلا أن ذلك غير صحيح إلى حد ما.

## الحكام
| - ثيودريك الأول، 511–533 - ثيوديبرت الأول، 533–548 - ثيوديبالد، 548–555 - كلوتير الأول، 555–561 - سيجيبرت الأول، 561–575 - تشايلدبيرت الثاني، 575–595 - ثيوديبرت الثاني، 595–612 - ثيودريك الثاني، 612–613 - سيجيبرت الثاني، 613 - كلوتير الثاني، 613–623 - داجوبيرت الأول، 623–634 - سيجيبرت الثالث، 634–656 - تشايلدبيرت الابن بالتبني، 656–661 - كلوتير الثالث، 661–662 - تشيلدريك الثاني، 662–675 - داجوبيرت الثاني، 675–679 - ثيودريك الثالث، 679–691 - كلوفيس الرابع، 691–695 - تشايلدبيرت الثالث، 695–711 - داجوبيرت الثالث، 711–715 - تشيلبريك الثاني، 715–717 - كلوتير الرابع، 717–720 - تشيلبريك الثاني، 720–721 (مرة أخرى) - ثيودريك الرابع، 721–737 - تشيلدريك الثالث، 743–751 | - بارثيميوس (Parthemius)، حتى 548 - جوجو، تقريبًا 567–581 - واندالينوس (Wandalenus)، من 581 - جاندالف (Gundulf)، من 600 - لاندريك (Landric)، حتى 612 - وارانشار (Warnachar)، 612–617 - هيو، 617–623 - بيبين الأول، 623–629 - أدالجيسل (Adalgisel)، 633–639 - بيبين الأول، 639–640 (مرة أخرى) - أوتو، 640–643 - جريموالد الأول، 643–656 - ولفوالد، 656–680 - بيبين الثاني، 680–714 - ثيودوالد، 714–715 - قارلة، 715–741 - كارلومان، 741–747 - بيبين الثالث، 747–751 |